# الأمير فلاديمير (فلم)
الأمير فلاديمير (بالروسية: Князь Владимир) هو فيلم رسوم متحركة روسي وفيلم روائي. مقتبس على قصة فلاديمير الأول، الذي تحول إلى المسيحية، وبالتالي دخلت كل من روسيا وأوكرانيا وروسيا البيضاء إلى المسيحية في أواخر القرن العاشر. ويحكي الفيلم قصة معمودية كيفانس، وتم تكييفها للأطفال ومليئة بعناصر الخيال. ورعت الكنيسة الروسية الأرثوذكسية إنتاج الفيلم.

## مواقع خارجية
- الموقع الرسمي
- الأمير فلاديمير على موقع IMDb (الإنجليزية)
- الأمير فلاديمير على موقع ألو سيني (الفرنسية)
- الأمير فلاديمير على موقع Turner Classic Movies (الإنجليزية)
- الأمير فلاديمير على موقع أول موفي (الإنجليزية)
- الأمير فلاديمير على موقع فيلمافينيتي (الإسبانية)
- الأمير فلاديمير على موقع قاعدة بيانات الفيلم (الإنجليزية)
- الأمير فلاديمير على موقع ليتربوكسد (الإنجليزية)
- الأمير فلاديمير على موقع كينوبويسك (الروسية)
- Film Trailers
- Andrei Ryabovitchev's blog - info and artwork from the film (2005-early 2006 entries)